# Hollow Knight
Hollow Knight (транскр. Холоу најт, срп. Шупљи витез) видео-игра је жанра Метроидвејнија, коју је развио и издао Тим Чери. Игра је 2017. године издата за Windows, MacOS и Линукс платформе, а 2018. године је издата за PlayStation 4, Xbox One и Нинтендо свич. Буџет за игру је углавном прикупљен путем Кикстартер кампање и износио је преко 57.000 аустралијских долара крајем 2014. године.
Игра се врти око витеза на задатку да разоткрије тајне Халоунеста, одавно напуштеног краљевства инсеката чије уклете дубине маме храбре пустолове обећањима блага и одговорима на мистерије.
Наставак игре, Hollow Knight: Silksong, је тренутно у процесу израде и издаваће се за Windows, Мек, Линукс и Нинтендо Свич платформе, уз то да издавач, Тим Чери, размишља о ширењу и на друге платформе у будућности. Ова игра је првобитно требало да буде додатак за основну игру Hollow Knight. Корисници који су подржали Hollow Knight на Кикстартеру ће Силксонг добити бесплатно када изађе у продају.

## Гејмплеј
Hollow Knight је дводимензиона видео игра, жанрова Метроидвејнија и акциона-авантура. Место дешавања је Халоунест, древно краљевство. Играч контролише немог и безименог витеза инсекта и истражује подземни свет. Витез рукује бодљом, купастим мачем, који служи за борбу прса у прса и за сналажење у простору.
У многим областима игре, играч среће непријатељске бубе и разна друга створења. Борба прса у прса се своди на коришћење бодље за ударање непријатеља. Играч може научити магије, што омогућава даљинску борбу. Побеђени непријатељи за собом остављају Гео, новац игре. Витез започиње игру са ограниченим бројем маски, које представљају карактерово здравље. Играч кроз игру може наћи делове маски, који повећавају његово здравље. Када играч бива повређен, привремено губи једну маску. Ударањем непријатеља, играч сакупља душе, ресурс који чува у суду за душе и који може користити да поврати изгубљене маске. Ако играч остане без свих маски, витез умире и на његовом месту остаје Сенка. Играч тада губи сав Гео који је имао и запремина суда за душе се смањује. Играч затим може убијањем Сенке да поврати изгубљен новац и врати суд за душе у нормално стање. При смрти или изласку из игре, играч игру наставља са последље клупе за којом је седео. Клупе су раштркане свуда по свету игре и служе као места за одмор, подешавање лика и чување прогреса.
Многа места садрже јаче непријатеље, шефове, које играч често мора победити како би наставио својим путем. Победа над неким шефовима откључава нове способности. Касније у игри, играч откључава и „Дримнејл”, легендарну оштрицу „која може пресећи зид између сна и јаве”. Она дозвољава играчу да се суочи са тежим верзијама неких непријатеља и да пробије пут ка коначном непријатељу игре.
У току игре, играч среће многе друге ликове. Ти ликови даље развијају фабулу игре и пружају увид у фолклор света, а неки директно помажу витезу у његовим пустоловинама. Играч може унапредити витезову бодљу, како би наносила више штете, или може наћи додатне судове за душе. У току игре, играч налази алатке које додају на покретљивости. Међу њима су крила која дозвољавају још један скок у ваздуху, канџа за качње за зидове или плашт који омогућава брзе маневре. Играч такође може откључати додатне борбене способности у облику различитих техника бодље и офанзивних магија. За додатну димензију персонализације, играч може витеза опремити амајлијама, које играч може освојити, наћи или купити кроз игру. Оне имају ефекте као што су: побољшање борбених способности, додавање маски или њихове регенерације, додатне способности кретања, олакшавање прикупљања новца или Душа и трансформације. Свака амајлија заузима одређен број копчи, којих играч има ограничен број. Могуће је носити једну амајлију која превазилази дозвољенброј копчи, али то доводи до стања у ком витез прима дупло више штете од свих извора.
Халоунест се састоји из неколицине повезаних области, где свака има своју јединствену тему. Иако Hollow Knight не ограничава играча на једну путању кроз игру, нити захтева од њега да истражи читав свет, постоје одређене препреке које ограничавају играчев приступ неким областима. Играч тада мора да настави са праћењем приче, или мора да научи одређену способност кретања, вештину или направу како би напредовао у игри. Како би брже путовао игриним светом играч може користити Стаг Стејшн, станице мреже тунела; играч може путовати једино између станица које је већ посетио и откључао. Други начини бржег прелажења света, трамваји и ,, Дримгејт", налазе се касније у игри.
Играч карту окружења не поседује одмах чим крочи у ново окружење. Мора прво наћи картографа Корнифера, како би од њега купио одокативну скицу карте. Како играч истражује области, карта се допуњава и постаје прецизнија, али доцртава се само када витез седи на клупи. Играч мора куповати одређене алатке како би доцртавао карте, бележио битна места и како би ручно додавао белешке. Витезово тренутно место на карти се може видети једино ако са собом носи одређену амајлију.

## Прича

### Основна игра
Пре дешавања игре, створење познато као Врм је умрло близу Халоунеста, али се касније појавило као створење под именом Бледи Краљ. Бубе Халоунеста су тада богослужиле створење по имену Рејдијенс, али Бледи Краљ је успео да их убеди да забораве Рејдијенс и прихвате њега као новог владара Халоунеста. Бледи Краљ затим одатле гради велико краљевство. Међутим, након неког времена, бубе су почеле у сновима да чују шапате о Рејдијенс, што је касније довело до епидемије безумности и лудила која је заразила многе бубе Халоунеста. Како би се са тиме изборио, Бледи Краљ је покушао да зароби читаву инфекцију у суд, једно од многих мрачних створења која је Бледи Краљ створио. суд, је затим затворен у Блек Ег Темпл и додатно запечаћен од стране три моћне бубе познате као сањари.
На почетку игре, играчев карактер, витез, достиже у Дртмаут, градић изнад Халоунестових рушевина, са циљем да крочи у њих. Како путује кроз заборављено краљевство, витез се суочава са преосталим Халоунестовим становницима и другим створењима, запоседнутим и које полако изједа непозната зараза. Такође среће Хорнет, самоназвану заштитницу Халоунестових рушевина, која неколико пута покушава да стане витезу на пут. Кроз путовање и учење о историји Халоунеста, витез сазнаје да је неуспели суд, један од многих вештачких створења које је Бледи Краљ створио како би спречили заразу тако што би је запечатили унутар себе. Такође постаје јасно да је Бледи Краљов покушај печаћења заразе унутар суда по имену Hollow Knight био неуспешан и да ће ускоро потпуно пропасти, што би зарази дозволило да се рашири на све преостале становнике Халоунеста.
У зависности од играчевих поступака, Hollow Knight има неколико различитих завршетака. У првом завршетку, играчев витез побеђује Hollow Knight-а и апсорбује заразу у себе и постаје нови суд. Како се ланци стварају како би задржали витеза у месту, храм је поново запечаћен, а зараза је побеђена, иако њен извор и даље стоји. Други крај се дешава ако играч нађе артефакт Воид Харт пре борбе са Hollow Knight-ом. Усред коначне борбе, Хорнет достиже у помоћ и краткотрајно држи Hollow Knight-а у месту. Наставком борбе, Hollow Knight је отреса са себе, што је оставља у несвести. Завршетак се одиграва као и први, само што је Хорнет сада запечаћена заједно са витезом, што чини да се њена маска појави на храму.
Трећи крај се добија када витез нађе Воид Харт и користи пробуђени Дримнејл на Hollow Knight-у док га Хорнет држи у месту, што дозвољава витезу да му уђе у ум. Ту витез изазива Рејдијенс, богињу-мољца која је прави извор заразе и која је покушавала да се врати на власт Халоунеста и реши се Бледи Краљовог утицаја. Уз помоћ моћи Воид Харта, витез управља моћима Воида и уз помоћ Hollow Knight-а и сенки осталих неуспелих судова, успева да поједе Рејдијенс. Како се тама из храма повлачи, Хорнет се буди и затиче просторију празну, осим преостале поломљене и празне шкољке витеза.

### Додатак Гримова Трупа
У другом бесплатном додатку за Hollow Knight игру, Гримова Трупа се појављује након што играч интереагује са специјалним фењером. То ће учинити да Господар Трупе Грим играчу да задатак који укључује сакупљање пламенова по Халоунесту, како би учествовао у уврнутом ритуалу. Сакупљање ових пламенова ће довести витеза до тачке где може изабрати да оконча ритуал победом над Гримом, Краљем Кошмара, до ког се долази коришћењем пробуђеног Дримнејла на Господару Трупе Гриму, или може изабрати да отера Трупу из Халоунеста уз помоћ Грума, члана Трупе.

### Додатак Годмастер
Још два краја игре су убачена у игру са Годмастер додатком. У њима витез може да се бори против тежи верзија свих досадашњих непријатеља игре у серији изазова које поставља Годсикер. Ако витез превазиђе све изазове и избори се са коначним обликом Рејдјенс, Воид поново бива призван да је конзумира, али витез се овог пута преображава у џиновско створење Воида и уништава Рејдијенс на лицу места. Арена Годхоум у којој се све ово дешава је затим обавијена тамом, а из Годсикер почиње да цури Воид, након чега је уништава и наставља да се шири Халоунестом. Затим видимо Хорнет испред храма где делови инфекције нагло постају црни. Она се спрема за борбу док јој се приближава наоружано створење обавијено ланцима, за које се имплицира да је ослобођени Hollow Knight.
Пети крај је откључан када витез да Годсикер нежни цвет пре победе над Рејдијенс. Овај крај је идентичан претходном, с тим да Годсикер само нестаје и Воид са њом, без даљег ширења.